# Elvira Quiroga
Elvira Quiroga (Victoria, La Pampa, Argentina; 24 de mayo de 1895)  fue una actriz de Argentina.

## Carrera
Hija de Antonio Quiroga y Petrona Alcaraz, oriundos de San Luis. Sus abuelos, riojanos, eran descendientes de Facundo y su tío, José León Quiroga, fue amigo del Chacho Peñaloza.
Se inició muy joven en el circo donde trabajó muchos años como malabarista y equilibrista, junto a su primer esposo, el alemán Andrés Fischer, original creador de espectáculos musicales.  Luego pasó al teatro y finalmente a la radio y al cine donde se hizo más popular. Su vocación dramática se manifestó en ella siendo todavía una niña cuando, al asistir a una representación teatral, exclamó admirada: "Yo quiero ser de esas que lloran".
En 1921 conoce al actor, letrista de tangos y secretario-representante de la Compañía "Muiño-Alippi", Juan Andrés Caruso con quien se casa por segunda vez.
Quiroga fue una brillante primera actriz que actuó en muchas películas de su país desde fines de la década de 1930 hasta mediados de la década de 1950. 
Se la recuerda por su rostro único y su misteriosa voz, en especial en sus largos diálogos con Enrique Muiño en La guerra gaucha.

## Filmografía
Actriz
- El hombre que debía una muerte    (1955) …Doña Nico
- Para vestir santos   (1955)
- Guacho     (1954)
- Donde comienzan los pantanos   (1952)
- La campana nueva    (1950)
- A sangre fría   (1947) …Luisita
- La cabalgata del circo   (1945)
- La pequeña señora de Pérez   (1944)
- Centauros del pasado   (1944)
- Casi un sueño   (1943)
- El gran secreto (película de 1942)    (1942)
- Ponchos azules   (1942)
- La mentirosa   (1942) …Sra. Medina López de Martiarena
- Yo conocí a esa mujer   (1942)
- La guerra gaucha   (1942)
- Vacaciones en el otro mundo   (1942)
- El profesor Cero   (1942)
- Incertidumbre   (1942)
- La canción de los barrios   (1941)
- Historia de una noche   (1941)
- Volver a vivir   (1941)
- Hay que educar a Niní   (1940)
- Con el dedo en el gatillo   (1940) …Madre de Salvador
- El haragán de la familia   (1940)
- Sinvergüenza   (1940) …María Castillo
- La mujer y el jockey (Hipódromo)    (1939)
- Puerta cerrada   (1939)
- El viejo doctor    (1939)
- Nuestra tierra de paz    (1939)
- Frente a la vida    (1939)